# Chicago Stars Football Club
Il Chicago Stars Football Club è una squadra di calcio femminile professionistico statunitense con sede a Chicago, in Illinois. Fondata nel 2007 come Chicago Red Stars, ha mantenuto questa denominazione fino al termine della stagione 2024, quando è avvenuto il rebranding. Fu tra le società fondatrici della Women's Professional Soccer (WPS), e vi giocò nel 2009 e 2010. Nel biennio successivo partecipò alla Women's Premier Soccer League, mentre dal 2013 milita nella National Women's Soccer League (NWSL), massima serie del campionato femminile statunitense.

## Storia

### Nascita e primi anni
Il 4 settembre 2007 venne creata la Chicago Professional Women's Soccer, assieme ad altre sei franchigie, che avrebbero costituito la Women's Professional Soccer (WPS). Il 4 giugno 2008 venne rivelato che il nome definitivo della squadra sarebbe stato Chicago Red Stars, come emerso da un sondaggio pubblico; contestualmente, venne presentato lo stemma societario. Nel 2009 la squadra prese parte alla stagione inaugurale della WPS. Giocò nel campionato WPS per due stagioni consecutive, concludendo in entrambe le occasioni al sesto posto in classifica, mancando l'accesso ai play-off per il titolo. Nel dicembre 2010 la squadra non venne iscritta alla stagione seguente di WPS, perché la società non era stata in grado di trovare nuovi investitori per adempiere alle richieste della WPS di aggiungere ulteriori fondi nelle riserve della lega. Nell'aprile 2011 la squadra venne ricostituita e iscritta alla Women's Premier Soccer League (WPSL), un campionato dilettantistico organizzato a livello nazionale. La squadra concluse al primo posto la North Division della Midwest Conference, per poi vincere i play-off della Midwest Conference e accedere alle finali nazionali. Dopo aver battuto il Tampa Bay Hellenic in semifinale, perse la finale di WPSL contro l'Orange County Waves dopo i tempi supplementari. Nel 2012 la squadra venne iscritta alla Women's Premier Soccer League Elite (WPSL Elite), disputata a livello semiprofessionistico. Concluse al quarto posto la stagione regolare, accedendo ai play-off per il titolo: dopo aver battuto in semifinale il Boston Breakers, perse la finale contro il Western NY Flash dopo i tiri di rigore.

### Era NWSL

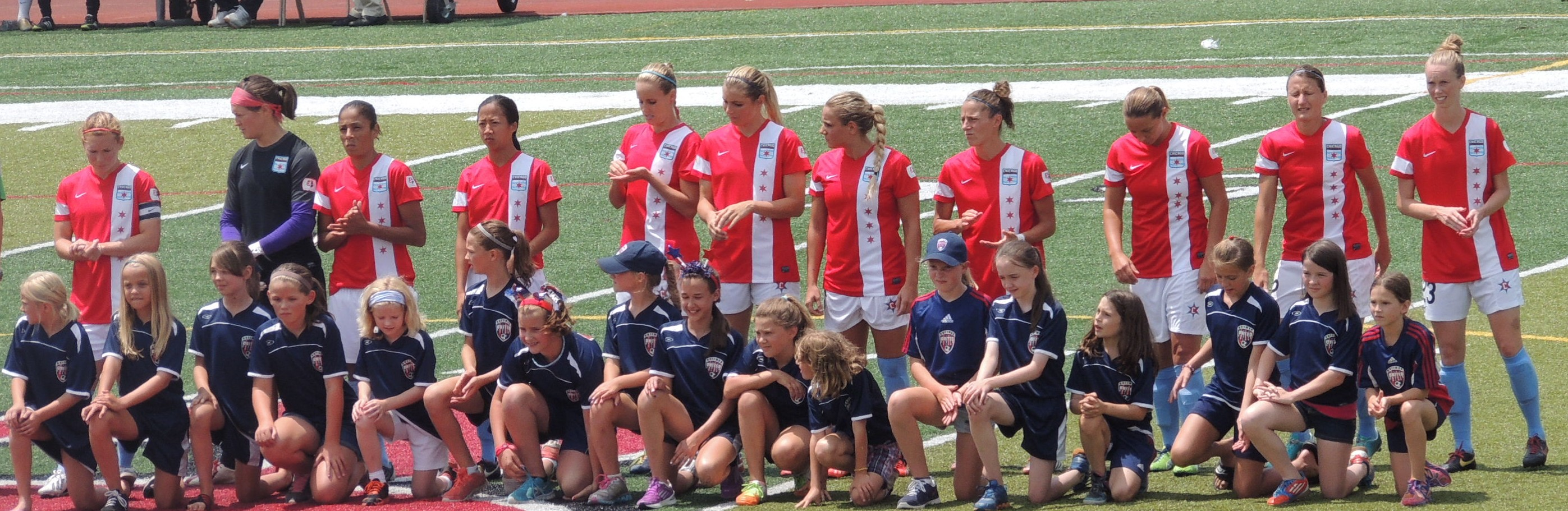
Formazione del Red Stars nella NWSL 2013.

Il 21 novembre 2012 venne ufficializzata la nascita della National Women's Soccer League (NWSL), una nuova lega professionistica per squadre femminili, e il Chicago Red Stars era una delle quattro società fondatrici, mentre altri quattro posti vennero assegnati a squadre in quattro città diverse. Tra le prime calciatrici a far parte della rosa c'erano la statunitense Shannon Boxx, la canadese Carmelina Moscato e la messicana Maribel Domínguez, veterane nelle rispettive nazionali, arrivate l'11 gennaio 2013 col processo di allocazione delle nazionali effettuato dalla NWSL, seguite dalle tedesche Sonja Fuss e Inka Grings. Nella stagione inaugurale il Red Stars concluse al sesto posto, mancando l'accesso ai play-off per il titolo. Nella stagione seguente concluse al quinto posto, a pari punti col Washington Spirit, quarto, ma venne escluso dai play-off per i peggiori risultati negli scontri diretti.

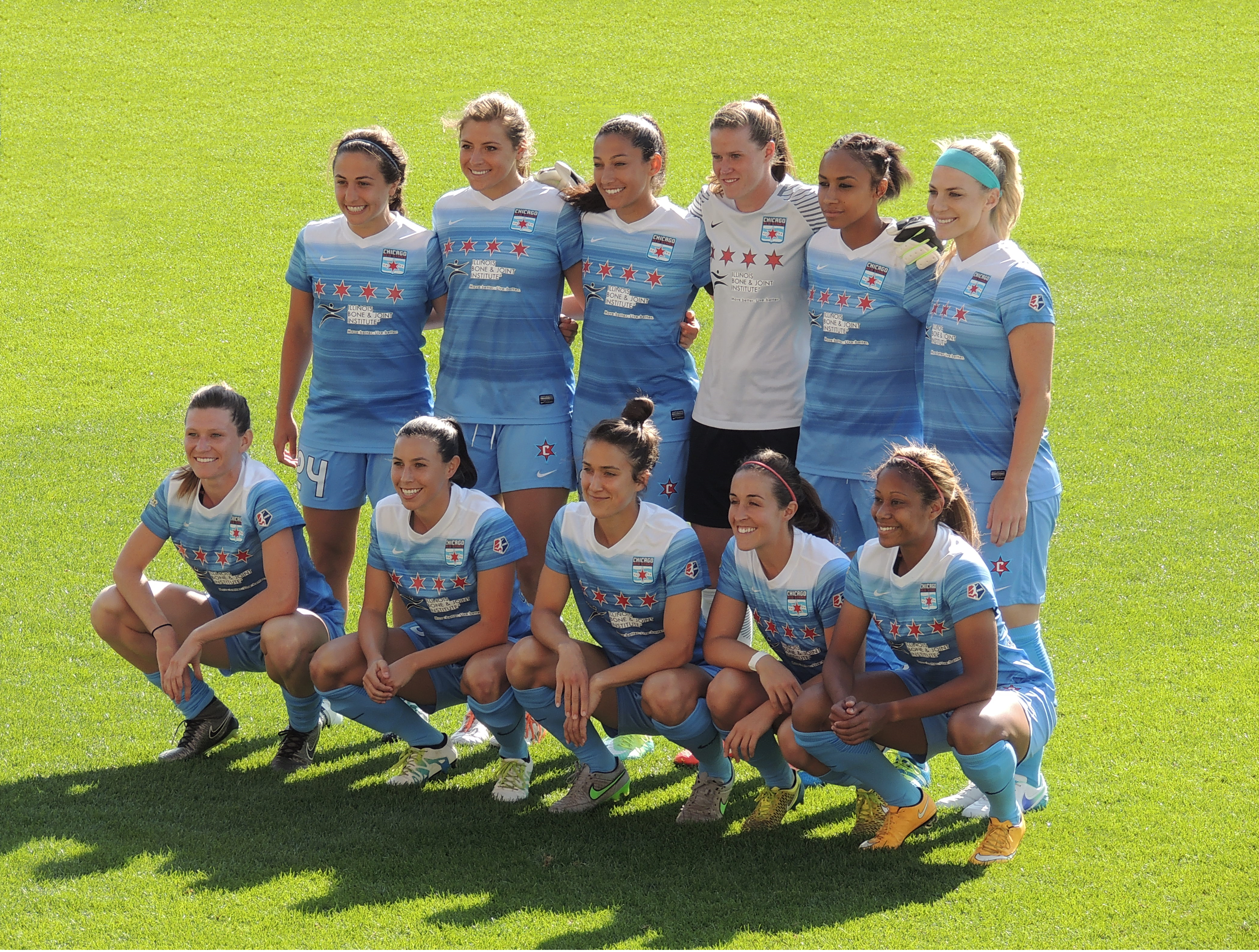
Formazione del Red Stars nella NWSL 2016.

Nella NWSL 2015 la squadra concluse la stagione regolare al secondo posto, accedendo per la prima volta ai play-off per il titolo, dove venne subito eliminata in semifinale dal FC Kansas City. Nelle tre annate successive la squadra riuscì sempre a qualificarsi ai play-off, ma senza avere il vantaggio del fattore campo, e venne sempre sconfitta in semifinale. La stagione regolare della NWSL 2019 venne conclusa al secondo posto, replicando il risultato ottenuto quattro anni prima, grazie anche alle reti dell'australiana Samantha Kerr, che con 18 reti segnò il record di marcature in una stagione di NWSL. Nei play-off batté in semifinale il Portland Thorns con una rete di Kerr, raggiungendo la finale per il titolo per la prima volta, ma perdendo 4-0 contro il N. Carolina Courage.
La stagione 2020 di NWSL venne cancellata a causa della pandemia di COVID-19 e sostituita dalla prima edizione della NWSL Challenge Cup a luglio e con una Fall Series, disputata in autunno. Il Red Stars arrivò in finale della NWSL Challenge Cup, ma venne sconfitto dallo Houston Dash. Nella NWSL 2021 la squadra concluse la stagione regolare al quarto posto, accedendo ai play-off per il titolo. Dopo aver battuto il NJ/NY Gotham nei quarti di finale e il Portland Thorns in semifinale, raggiunse la finale per la seconda volta consecutiva, perdendola di nuovo, questa volta contro il Washington Spirit dopo i tempi supplementari. L'annata venne, però, funestata da uno scandalo che colpì l'intera NWSL a inizio ottobre 2021. Il 30 settembre, infatti, il sito web The Athletic pubblicò un'inchiesta nella quale Paul Riley, allenatore del North Carolina Courage, veniva accusato di coercizione sessuale e di commenti inappropriati sulla forma fisica e l'orientamento sessuale delle calciatrici delle squadre che aveva allenato nei precedenti dieci anni. Seguirono una serie di azioni da parte della NWSL e di investigazioni che si allargarono anche ad altri club, incluso il Chicago Red Stars. Infatti, emerse che degli abusi erano stati già segnalati nel 2014 da alcune giocatrici del Red Stars, come Christen Press, senza che venissero presi provvedimenti verso l'allenatore Rory Dames, mentre il proprietario Arnim Whisler difese Dames. Dal rapporto investigativo, commissionato dalla USSF, veniva ribadito che anche il Chicago Red Stars aveva responsabilità nell'aver minimizzato le accuse di abusi e nell'aver ostacolato le indagini. Rory Dames, allenatore della squadra dal 2011, rassegnò le dimissioni il 22 novembre 2021. Il 24 novembre successivo la proprietà del Red Stars si scusò ufficialmente con Press e con le altre calciatrici per gli abusi e le molestie subite negli anni.

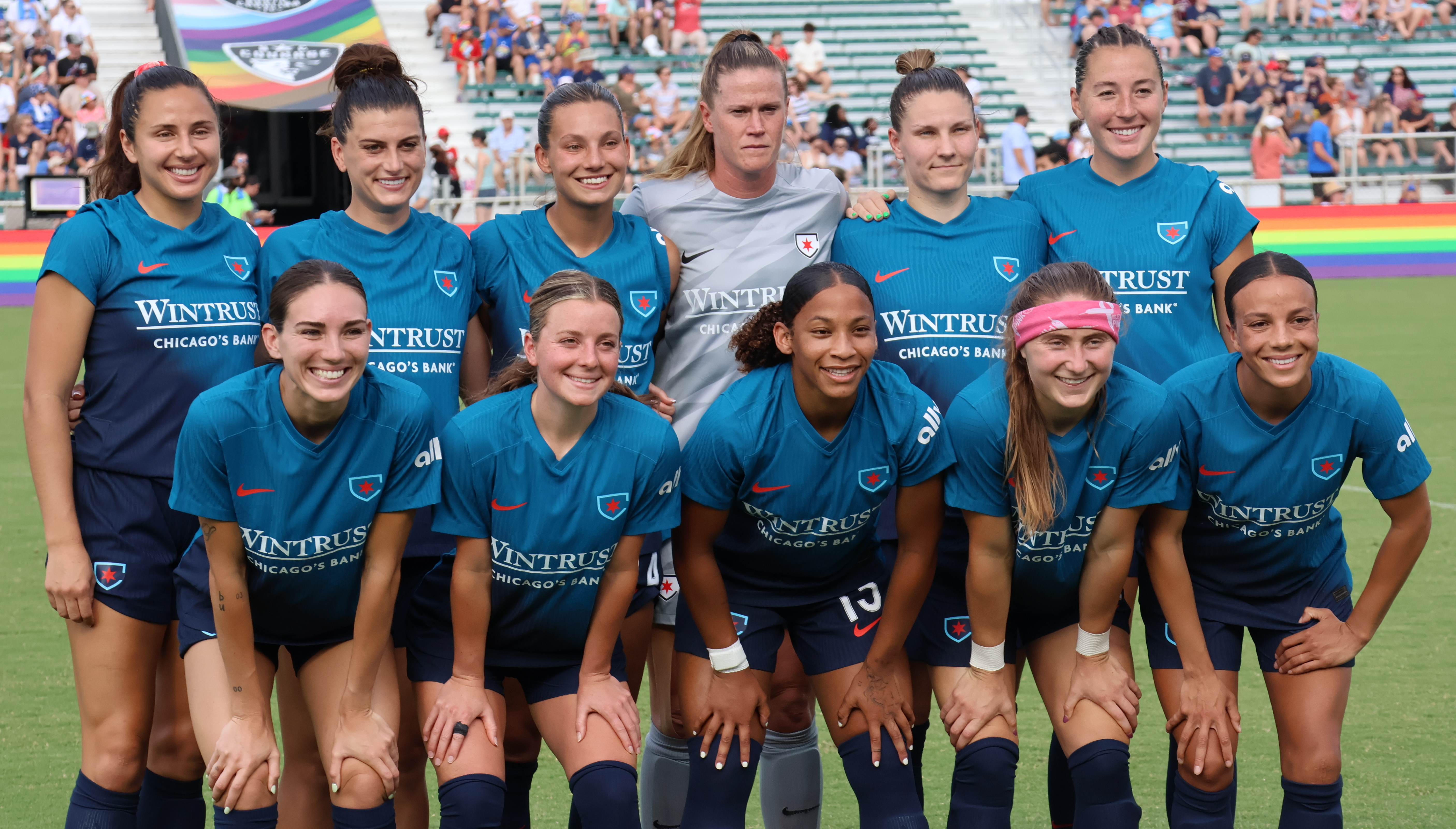
Formazione del Red Stars nella NWSL 2024.

Nella stagione 2022 la squadra raggiunse i play-off per la settima annata consecutiva, venendo poi eliminata nei quarti di finale dal San Diego Wave dopo i tempi supplementari. Dopo aver concluso al dodicesimo ed ultimo posto la stagione regolare nel 2023, la squadra tornò a disputare i play-off nel 2024, venendo sconfitta nei quarti di finale dall'Orlando Pride. Il 23 ottobre 2024 è stato annunciato il cambio di denominazione in Chicago Stars Football Club, in vista della stagione successiva.

## Colori e simboli
A inizio giugno 2008, in vista dell'esordio ufficiale in Women's Professional Soccer l'anno seguente, il nome e lo stemma della squadra vennero presentati ufficialmente in una cerimonia tenutasi al Toyota Park, sede delle partite casalinghe. La scelta di "Red Stars" deriva da un voto popolare, tenutosi nei mesi precedenti, su un elenco di dieci opzioni e rimanda alla storia e alle tradizioni della città di Chicago. La forma dello stemma societario richiama lo scudo presente all'intero del sigillo della città di Chicago, mentre i colori, le strisce e le stelle nel logo sono ispirati alla bandiera della città. Nel 2017 gli stemmi principali e secondari vennero rinnovati, secondo il design di Julie Rochelle; in particolare, i tre loghi secondari presentano la stella rossa a sei punte al centro, circondata da uno scudo stilizzato come una "C" di colore azzurro, bianco o nero.
Il 23 ottobre 2024 venne annunciato il nuovo nome della squadra, ossia "Chicago Stars Football Club", e il nuovo stemma, in vista della stagione 2025. Nel nuovo stemma la stella rossa a sei punte è inserita al centro di un cerchio, che richiama un pallone da gioco, sul bordo del quale sono riprodotte le stelle della bandiera di Chicago. La stella rossa rappresenta le calciatrici, e posta al centro indica la centralità delle calciatrici nelle priorità della società. L'arco presente sul lato superiore dello stemma rimanda agli atri dei teatri della città di Chicago, mentre le due tonalità di blu all'interno dello scudo simboleggiano l'incontro tra la terra e il lago.

## Società
Nel 2006, in vista della nascita di una lega professionistica femminile, i proprietari dell'FC Indiana convinsero Peter Wilt, fondatore e general manager del Chicago Fire Football Club, a coordinare e gestire le attività per avere una squadra professionistica femminile a Chicago. Nell'arco di alcuni mese venne messo insieme un gruppo di investitori e di partner e nel 2007 venne creata la società. Nel gruppo dirigenziale erano presenti Gary Weaver, Jim Willett, Arnim Whisler e Peter Wilt, mentre tra i partner erano presenti i 20000 membri dell'Illinois Women's Soccer League (IWSL). Nel 2011 Arnim Whisler divenne l'unico proprietario della società e tale rimane fino al 2021.
Nel corso del 2021 vennero annunciati gli ingressi di vari investitori nella proprietà del club. Il 1º settembre 2023 Whisler e gli altri proprietari vendettero le quote del club ad un gruppo di investitori, guidato da Laura Ricketts, con una transazione da 35,5 milioni di dollari, più un ulteriori 25 milioni in investimenti.

## Statistiche

### Partecipazione ai campionati
| Livello | Categoria                      | Partecipazioni | Debutto | Ultima stagione | Totale |
| ------- | ------------------------------ | -------------- | ------- | --------------- | ------ |
| 1º      | Women's Professional Soccer    | 2              | 2009    | 2010            | 14     |
| 1º      | National Women's Soccer League | 12             | 2013    | 2024            | 14     |

### Partecipazione alle coppe
| Competizione       | Partecipazioni | Debutto | Ultima stagione | Totale |
| ------------------ | -------------- | ------- | --------------- | ------ |
| NWSL Challenge Cup | 4              | 2020    | 2023            | 4      |

## Organico

### Rosa 2021
Rosa, ruoli e numeri di maglia tratta dal sito ufficiale, aggiornata all'8 settembre 2021.
| N. |                        | Ruolo | Calciatrice        |
| -- | ---------------------- | ----- | ------------------ |
| 1  | Stati Uniti (bandiera) | P     | Alyssa Naeher      |
| 2  | Stati Uniti (bandiera) | C     | Nikki Stanton      |
| 3  | Stati Uniti (bandiera) | D     | Arin Wright        |
| 4  | Stati Uniti (bandiera) | C     | Alyssa Mautz       |
| 5  | Stati Uniti (bandiera) | D     | Katie Naughton     |
| 6  | Stati Uniti (bandiera) | D     | Casey Short        |
| 8  | Stati Uniti (bandiera) | D     | Julie Ertz         |
| 9  | Stati Uniti (bandiera) | A     | Mallory Pugh       |
| 10 | Stati Uniti (bandiera) | C     | Vanessa DiBernardo |
| 12 | Giappone (bandiera)    | A     | Yūki Nagasato      |
| 13 | Stati Uniti (bandiera) | C     | Morgan Gautrat     |

| N. |                          | Ruolo | Calciatrice        |
| -- | ------------------------ | ----- | ------------------ |
| 14 | Stati Uniti (bandiera)   | D     | Sarah Gorden       |
| 15 | Stati Uniti (bandiera)   | A     | Makenzy Doniak     |
| 19 | Stati Uniti (bandiera)   | C     | Summer Green       |
| 20 | Stati Uniti (bandiera)   | A     | Samantha Kerr      |
| 21 | Stati Uniti (bandiera)   | P     | Emily Boyd         |
| 22 | Nuova Zelanda (bandiera) | C     | Rosie White        |
| 23 | Stati Uniti (bandiera)   | D     | Brooke Elby        |
| 24 | Stati Uniti (bandiera)   | C     | Danielle Colaprico |
| 26 | Stati Uniti (bandiera)   | D     | Tierna Davidson    |
| 33 | Stati Uniti (bandiera)   | A     | Katie Johnson      |